# Liste der Monuments historiques in Lignières (Aube)
Die Liste der Monuments historiques in Lignières führt die Monuments historiques in der französischen Gemeinde Lignières auf.

## Liste der Immobilien
| Bezeichnung      | Beschreibung                                           | Standort                 | Kennzeichnung | Schutzstatus   | Datum     | Bild           |
| ---------------- | ------------------------------------------------------ | ------------------------ | ------------- | -------------- | --------- | -------------- |
| Kirche St-Martin | ab dem 12. Jahrhundert; Portal aus dem 16. Jahrhundert | Place de l’Église (Lage) | PA00078138    | Inscrit Classé | 1925 1938 | weitere Bilder |

## Liste der Objekte
| Bezeichnung                                      | Beschreibung | Standort                       | Kennzeichnung | Schutzstatus | Datum | Bild |
| ------------------------------------------------ | --- | ------------------------------ | ------------- | ------------ | ----- | ---- |
| Pietà                                            | Kalkstein, spätes 16. oder frühes 17. Jahrhundert                                                                                           | in der Kirche St-Martin (Lage) | PM10001027    | Classé       | 1959  |      |
| Skulptur heiliger Ludwig                         | Kalkstein, Anfang des 17. Jahrhunderts | in der Kirche St-Martin (Lage) | PM10001036    | Classé       | 1959  |      |
| Skulptur Heiliger Fiacrius                       | Kalkstein, farbig gefasst, zweite Hälfte des 16. Jahrhunderts                                                                               | in der Kirche St-Martin (Lage) | PM10003157    | Classé       | 1908  |      |
| Zwei Skulpturen: Heiliger Rochus und Gnadenstuhl | Kalkstein, 17. Jahrhundert; Verbleib unbekannt                                                                                              | in der Kirche St-Martin (Lage) | PM10001024    | Classé       | 1908  |      |
| Skulptur Heilige Elisabeth von Schönau           | Kalkstein, farbig gefasst, bezeichnet 1556                                                                                                  | in der Kirche St-Martin (Lage) | PM10001030    | Classé       | 1959  |      |
| Skulptur Johannes der Täufer                     | Kalkstein, farbig gefasst, spätes 16. oder frühes 17. Jahrhundert                                                                           | in der Kirche St-Martin (Lage) | PM10003155    | Classé       | 1908  |      |
| Skulptur Heilige Barbara                         | Kalkstein, farbig gefasst, 16. oder 17. Jahrhundert (im Bild links)                                                                         | in der Kirche St-Martin (Lage) | PM10003160    | Classé       | 1908  |      |
| Skulptur Heilige Martha                          | Kalkstein, ehemals farbig gefasst, 16. oder 17. Jahrhundert                                                                                 | in der Kirche St-Martin (Lage) | PM10003159    | Classé       | 1908  |      |
| Skulptur Heilige Elisabeth                       | Kalkstein, farbig gefasst, 17. Jahrhundert                                                                                                  | in der Kirche St-Martin (Lage) | PM10003161    | Classé       | 1908  |      |
| Skulptur eines Engels (1)                        | Kalkstein, 16. Jahrhundert | in der Kirche St-Martin (Lage) | PM10001035    | Classé       | 1959  |      |
| Hauptaltar                                       | Altartisch, Tabernakel und Retabel; Kalkstein, farbig gefasst, Eichenholz, vergoldet, Marmor, 17. und 18. Jahrhundert; zugehörig PM10003163 | in der Kirche St-Martin (Lage) | PM10001037    | Classé       | 1978  |      |
| Gemälde Auferstehung Christi                     | Ölfarbe auf Leinwand, Holzrahmen, 17. Jahrhundert                                                                                           | in der Kirche St-Martin (Lage) | PM10003163    | Classé       | 1978  |      |
| Skulpturengruppe Unterweisung Mariens            | Kalkstein, farbig gefasst, um 1600 | in der Kirche St-Martin (Lage) | PM10001029    | Classé       | 1959  |      |
| Skulptur einer Heiligen mit Buch                 | Kalkstein, farbig gefasst, 17. Jahrhundert                                                                                                  | in der Kirche St-Martin (Lage) | PM10001034    | Classé       | 1959  |      |
| Skulptur Madonna mit Kind                        | Kalkstein, farbig gefasst, 14. oder 15. Jahrhundert                                                                                         | in der Kirche St-Martin (Lage) | PM10003153    | Classé       | 1908  |      |
| Skulptur Madonna                                 | Teil der Kreuzigungsgruppe; Holz, farbig gefasst, erste Hälftes des 16. Jahrhunderts (im Bild recht)                                        | in der Kirche St-Martin (Lage) | PM10003154    | Classé       | 1908  |      |
| Skulptur eines Abtes                             | Kalkstein, spätes 16. oder 17. Jahrhundert                                                                                                  | in der Kirche St-Martin (Lage) | PM10003162    | Classé       | 1908  |      |
| Skulptur Johannes Evangelist                     | Teil der Kreuzigungsgruppe; Eichenholz, farbig gefasst, erste Hälfte des 16. Jahrhunderts                                                   | in der Kirche St-Martin (Lage) | PM10001023    | Classé       | 1908  |      |
| Skulptur eines Engels (2)                        | Kalkstein, spätes 16. oder frühes 17. Jahrhundert                                                                                           | in der Kirche St-Martin (Lage) | PM10001026    | Classé       | 1937  |      |
| Kruzifix                                         | Eichenholz, farbig gefasst, um 1600 | in der Kirche St-Martin (Lage) | PM10001028    | Classé       | 1959  |      |
| Skulptur Heiliger Martin                         | Kalkstein, farbig gefasst, Anfang des 17. Jahrhunderts                                                                                      | in der Kirche St-Martin (Lage) | PM10001031    | Classé       | 1959  |      |
| Skulptur eines heiligen Bischofs                 | Kalkstein, farbig gefasst, Anfang des 16. Jahrhunderts                                                                                      | in der Kirche St-Martin (Lage) | PM10001032    | Classé       | 1959  |      |
| Skulptur Madonna mit Kind und Skapulier          | Kalkstein, farbig gefasst, 17. Jahrhundert                                                                                                  | in der Kirche St-Martin (Lage) | PM10001033    | Classé       | 1959  |      |
| Skulptur Heiliger Markulf                        | Kalkstein, farbig gefasst, 16. oder 17. Jahrhundert                                                                                         | in der Kirche St-Martin (Lage) | PM10003156    | Classé       | 1908  |      |
| Skulptur Heilige Walburga                        | Kalkstein, farbig gefasst, zweite Hälfte des 16. Jahrhunderts                                                                               | in der Kirche St-Martin (Lage) | PM10003158    | Classé       | 1908  |      |